# Allariz
Allariz település Spanyolországban, Ourense tartományban. Allariz Paderne de Allariz, Xunqueira de Ambía, Sandiás, Vilar de Santos, Rairiz de Veiga, A Bola, A Merca és Taboadela községekkel határos. Lakosainak száma 6410 fő (2024).

## Népesség
A település népessége az elmúlt években az alábbi módon változott:
| Lakosok száma | 5173 | 5313 | 5506 | 5821 | 6059 | 6060 | 6026 | 6188 | 6348 | 6410 |
|               | 2001 | 2004 | 2007 | 2009 | 2012 | 2014 | 2017 | 2019 | 2022 | 2024 |